# Fedderate Castle
Fedderate Castle ist eine Burgruine bei der Siedlung New Deer in der schottischen Council Area Aberdeenshire. Eine Zugbrücke und ein Damm gewährten einst Zugang zur mit einem Graben umgebenen Burg.
Das Tower House mit L-förmigem Grundriss ließ William de Crawford auf den Ruinen eines Gebäudes aus dem 13. Jahrhundert errichten, der die Baronie 1474–1519 innehatte. 1690 eroberte Lord William Oliphant zusammen mit jakobitischen Kräften die Burg und hielt sie mehr als drei Wochen gegen die Streitkräfte von Hugh Mackay. Im Oktober gab er auf. Dabei wurde die Burg zerstört. Seit 1730 gilt sie als Ruine.
Heute sind von dem einst vierstöckigen Gebäude mit Gewölbedecken im Erdgeschoss und im ersten Obergeschoss nur noch zwei Mauersegmente erhalten. Historic Scotland hatte Fedderate Castle als historisches Bauwerk der Kategorie B gelistet, die Einstufung wurde jedoch 2015 zugunsten der seit 1994 bestehenden Einstufung als Scheduled Monument aufgehoben.